# Penango
Penango, (Pnangh  en piemontès) és un municipi situat al territori de la província d'Asti, a la regió del Piemont (Itàlia).
Limita amb els municipis d'Alfiano Natta, Calliano, Grana, Grazzano Badoglio, Moncalvo.
La frazione de Cioccaro pertany al municipi.

## Galeria fotogràfica

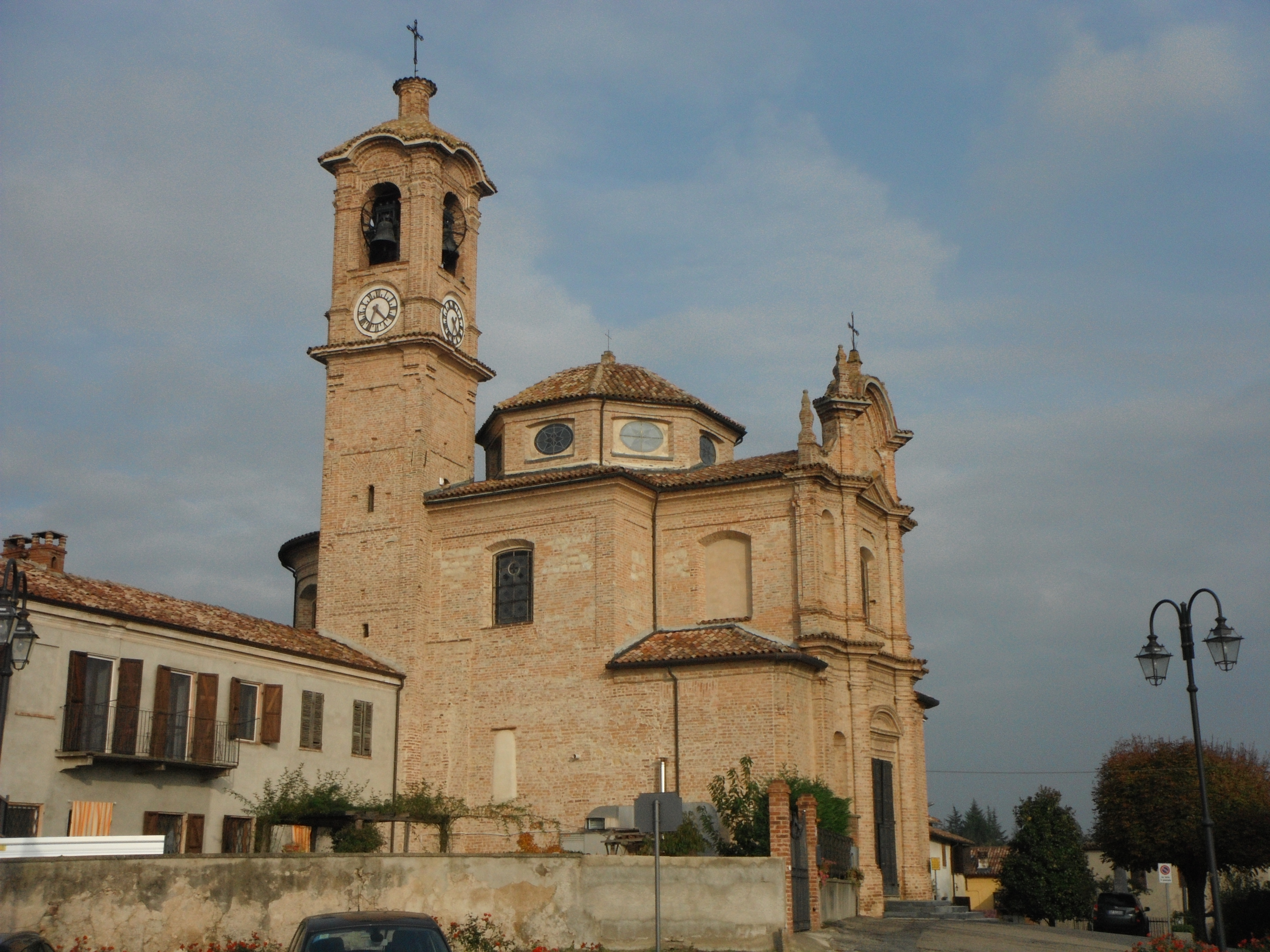
Església de St. Grat